# Pachyptila vittata
Pachyptila vittata là một loài chim trong họ Procellariidae.